# Imslands kommun
Imslands kommun (norska: Imsland kommune) var en kommun i Rogaland fylke i sydvästra Norge. Kommunen omfattade ett område i den sydöstra delen av nuvarande Vindafjords kommun (Imslands socken) samt ett område i den västra delen av nuvarande Suldals kommun. Byn Imsland utgjorde kommunens centralort.

## Administrativ historik
Imslands kommun upprättades den 1 januari 1923 genom utbrytning ur Vikedals kommun. Kommunen hade 604 invånare vid upprättandet.
Den 1 januari 1965 upplöstes kommunen och delades. Huvuddelen (med 372 invånare) fördes, tillsammans med Sandeids kommun och delar av kommunerna Skjold, Vats och Vikedal, till den då nybildade Vindafjords kommun, medan området söder om Vindafjorden (med 61 invånare) fördes, tillsammans med kommunerna Erfjord och Sand och en del av Jelsa kommun, till Suldals kommun. Kommunen hade vid delningen totalt 433 invånare.